# Ретимно
Ретимно или Ретимнон (грч. Ρέθυμνο, у преводу на латиницу Rethimno, Rethymnon, Réthymnon или Rhíthymnos) град је и седиште истоименог округа Ретимно, периферије Крит. То је и један од највећих градова острва Крита.

## Положај
Ретимно се сместио на северној обали Крита, на Егејском мору. Подручје града спада у низијска за веома брдовити Крит и представља најпогоднији део острва за живот.

## Историја
Ретимно је млад град за Крит, јер се почео развијати у време млетачке власти над острвом. У почетку је то била постаја на пола пута између два велика и много старија града на Криту, Ираклиона и Каније. И данас је Ретимно у њиховој сенци. Град је убрзо постао седиште епископа и аристократије, што је дало замах брзом развоју. Тада је и настао стари део Ретимна, данас једно од најбоље сачуваних старих градских језгара у Грчкој са бројним вредним грађевинама.

## Градске занимљивости
- Млетачка тврђава - Fortetza
- Градска кућа - Loggia
- Градска капија - Porta Guerra
- Трг Римонди - Piazza Rimondi
- Критски универзитет - испостава у Ретимну

## Становништво
| 2011.  |
| ------ |
| 55.525 |